# Antonow An-12
Die Antonow An-12 (NATO-Codename: Cub) ist ein Transportflugzeug mit vier Propellerturbinentriebwerken, das in der Sowjetunion entwickelt wurde. Der Erstflug fand am 16. Dezember 1957 statt. Ihr Einsatzzweck ist vorwiegend militärisch. Eine Besonderheit dieses Flugzeugs ist die Heckrampe zum Be- und Entladen von Fahrzeugen und sperrigen Gütern.

## Technischer Aufbau

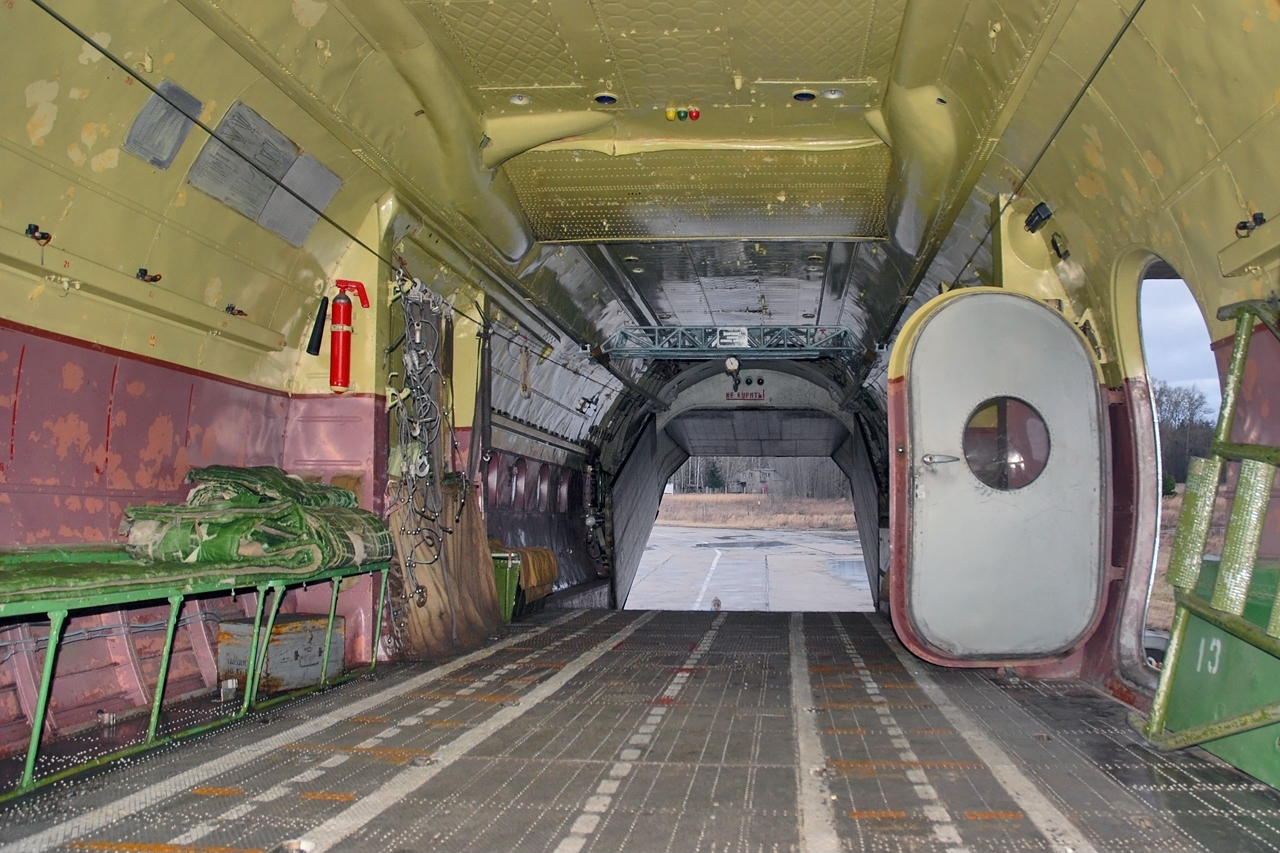
Frachtraum einer An-12, Blick heckwärts durch die Ladeluke ins Freie

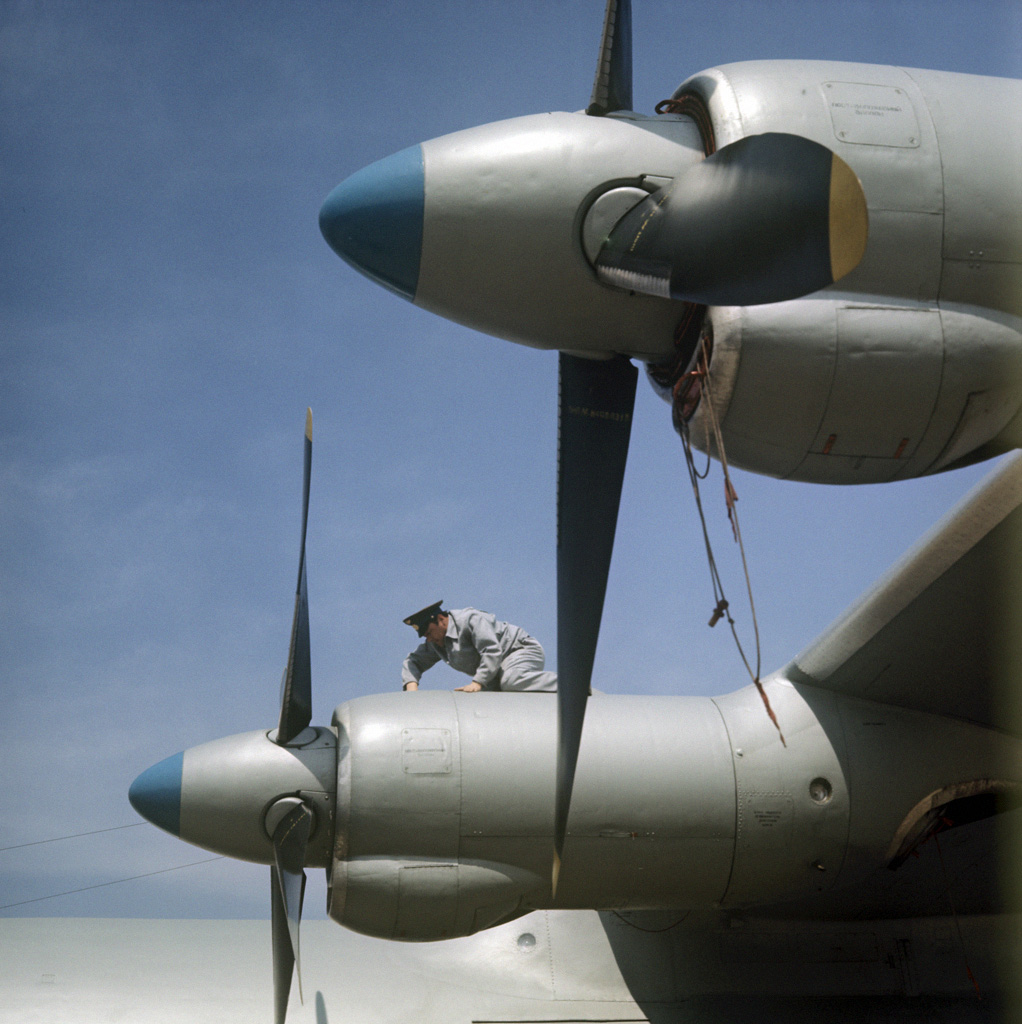
Vorbereitung einer An-12 zum Flug, 1973

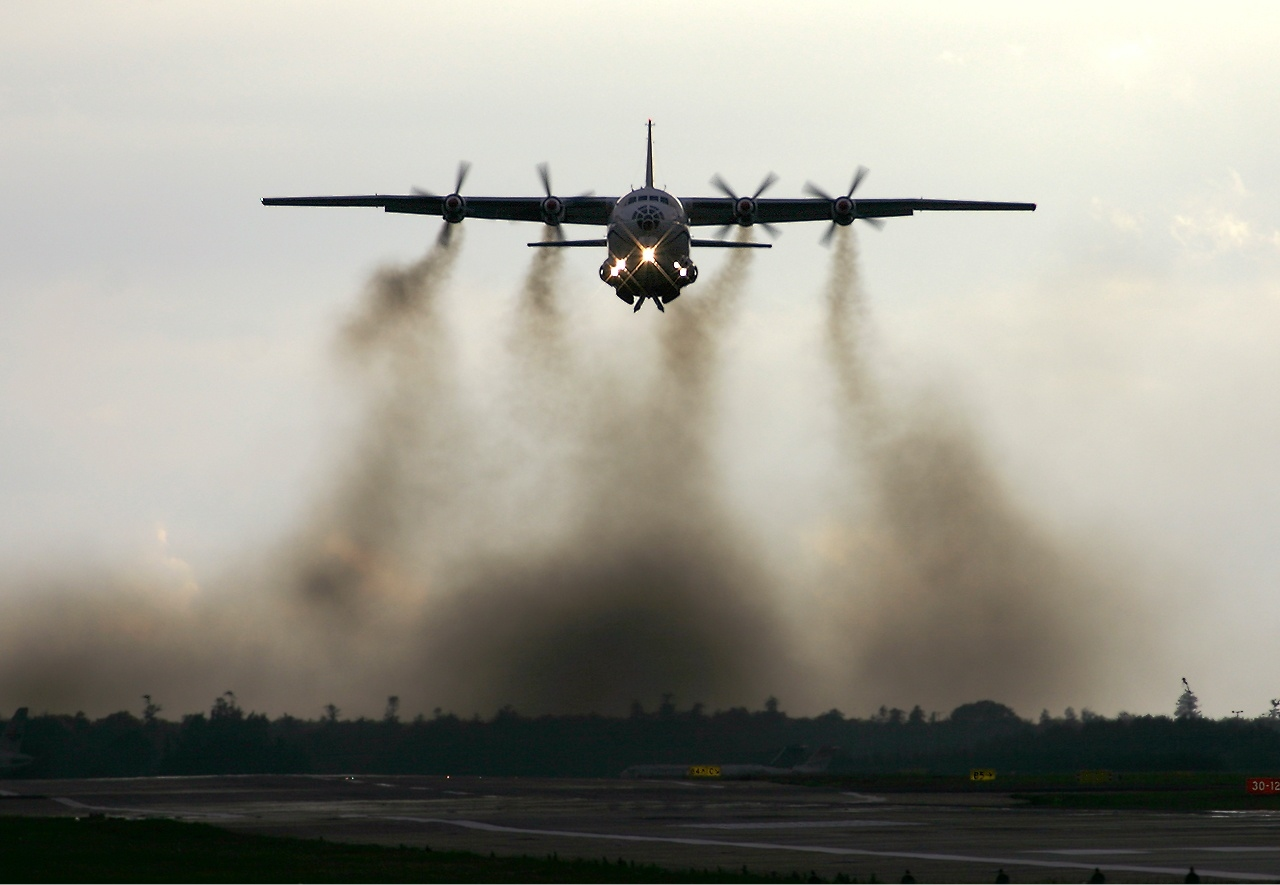
Die typischen Rauchfahnen beim Start einer An-12

Die An-12, entwickelt aus der An-10, einem Passagierflugzeug mit Druckkabine, ist ein freitragender Ganzmetall-Schulterdecker mit vier Propellerturbinen als Antrieb. Der stromlinienförmige Rumpf hat einen runden Querschnitt mit einem Außendurchmesser von 4,10 Meter. Auf Höhe des Tragflächenmittelstückes befinden sich langgezogene Fahrwerksbehälter. Der hintere Rumpf ist hochgezogen, um Raum für die Laderampe und zur Beladung durch Bodenfahrzeuge zu schaffen. Am Bug befindet sich die Kanzel des Navigators, dahinter in erhöhter Position das Cockpit mit einer vierköpfigen Besatzung. Dieser Teil der Kabine ist druckbelüftet. Der Kabinenfrachtraum ist 3,5 m breit und 2,6 m hoch. Der Kabinenboden ist aus Stahl und Titan konstruiert und mit 1500 kg/m² belastbar. Die auch im Flug zu öffnenden Frachtraumklappen am Heck sind dreiteilig ausgeführt, wobei die beiden vorderen Rampentüren seitlich nach innen und die Heckklappe nach oben öffnet. Für die Beladung mit Fahrzeugen muss eine separate Rampe mitgeführt werden. Zum Frachtladesystem gehört weiterhin ein schienengeführter Elektro-Deckenkran mit einer Traglast von bis zu 2300 kg. Im Rumpf konnten Panzerfahrzeuge wie PT-76, ASU-57, ASU-85 oder ZSU-23-4 transportiert werden.
Die Tragflächen sind als Trapezflügel ausgelegt. Die Tragflächenvorderkante ist mit einer leichten Pfeilung versehen, während die hintere Kante geradlinig verläuft. Die An-12 verfügt nicht über Vorflügel, jedoch sind die Teile der Nasenkantenverkleidung für die Triebwerkswartung abnehmbar. Die Landeklappen an der Tragflächenhinterkante sind als zweiteilige Fowlerklappen ausgelegt und werden hydraulisch betätigt. Die Außenflügel der An-12 haben eine 4° negative V-Stellung. Im Bereich der Außenflügel ist die Nasenkante mit Warmluftkanälen zur Enteisung ausgerüstet. Die Querruder sind zweiteilig ausgelegt und haben Trimmruder. Die Querruder werden manuell angesteuert. In den Tragflächen sind 22 Gummitanks zur Aufnahme von maximal 18.100 Liter Treibstoff ausgelegt.
Das Leitwerk ist als konventionelles Kreuzleitwerk ausgeführt. Das verhältnismäßig kleine Seitenleitwerk sitzt dabei auf einer relativ voluminösen Rückenfinne. Höhen- und Seitenleitwerk sind eine Zweiholm-Torsionskasten-Konstruktion. Die Ruder sind einteilig und mit elektrisch angesteuerten Trimmrudern ausgestattet. Die Vorderkanten der Leitwerke werden durch elektrische Widerstandsheizung enteist.
Das Bugfahrwerk ist zweirädrig und hydraulisch lenkbar. Das Hauptfahrwerk besteht aus zwei Fahrwerksbeinen mit je vier Fahrwerksrädern an je zwei Achsträgern. Das Hauptfahrwerk ist mit hydraulisch betätigten Scheibenbremsen ausgestattet, die über ein Antiblockiersystem verfügen. Die Reifen haben einen niedrigen Reifeninnendruck, um sie für den Einsatz auf Feldflugplätzen verwenden zu können. Für den Einsatz auf verschneiten Feldflugplätzen stehen weiterhin Leichtmetall-Schneekufen zur Verfügung, die zusätzlich elektrisch beheizt sind. Das Hauptfahrwerk ist in den seitlichen länglichen Fahrwerksbehältern untergebracht. Im Backbord-Fahrwerksbehälter ist im vorderen Teil die Klimaanlage untergebracht, im hinteren Teil befindet sich das Hilfstriebwerk. An beiden Fahrwerksbehältern sind einziehbare Landescheinwerfer eingebaut.
Angetrieben wird die An-12 von vier Propellerturbinen des Typs Iwtschenko AI-20K mit einer Leistung von 2942 kW (4000 WPS). Einige Modelle sollen die Triebwerksversion AI-20M verwenden. Die Triebwerke sind in Motorgondeln unter den Tragflächen hängend nach vorn gerichtet angebracht. Die Enteisung erfolgt mit Zapfluft. Für den Vortrieb sorgen linksdrehende Vierblatt-Verstellpropeller des Typs AW-68 oder AW-68B mit einem Durchmesser von 4,50 m. Die Propellerblätter sind mit elektrischen Enteisungsmatten ab den Blattwurzeln ausgestattet.

## Besatzung

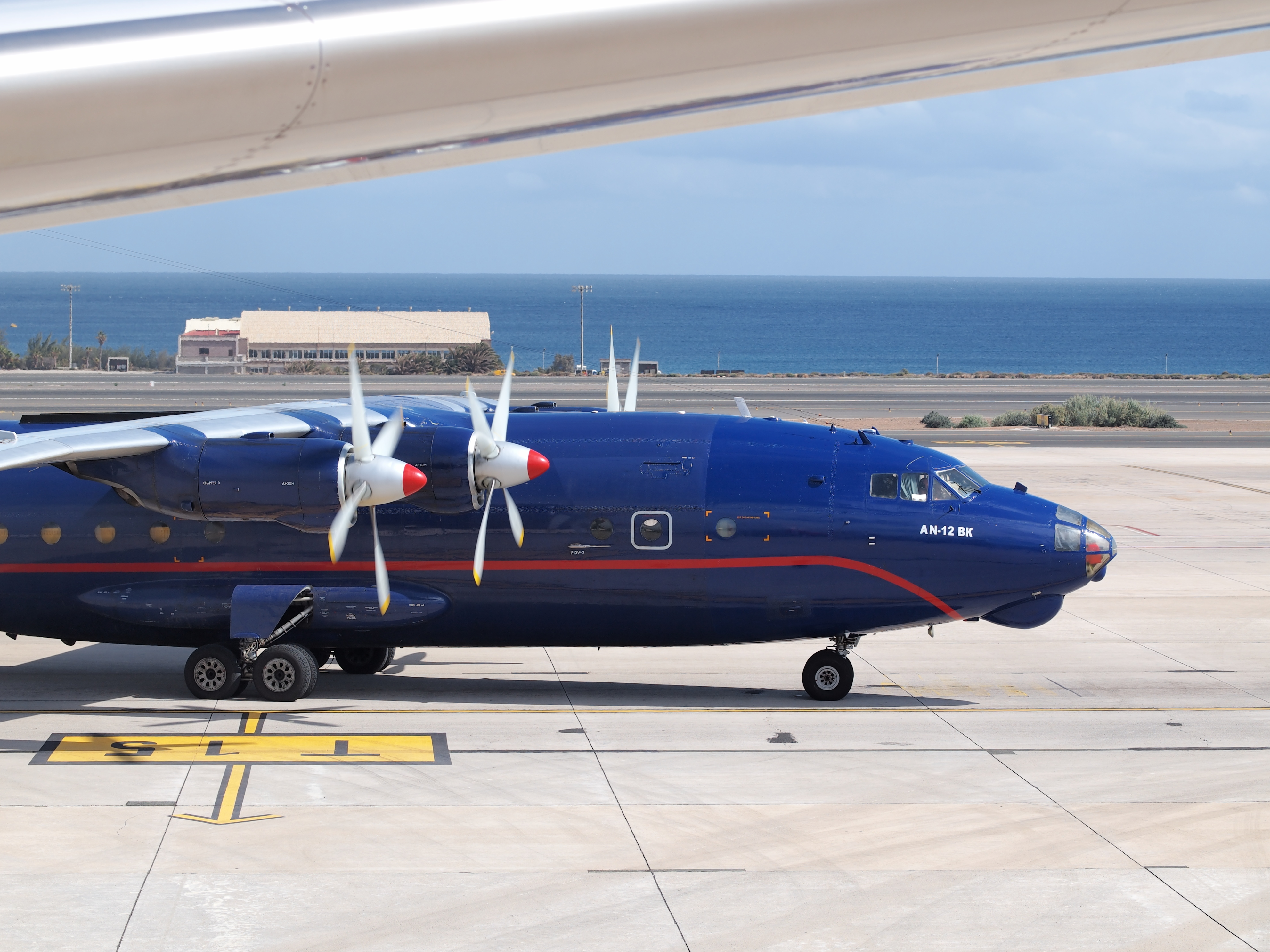
Details, mit Antennen über dem Rumpf

Die Besatzung der An-12 umfasst in der Variante des Militärtransporters sechs Mann. Im druckbelüfteten Cockpit sitzen vorn backbord der Pilot/Flugkapitän und steuerbord der Copilot. Hinter dem Flugkapitän sitzt mit Blick in Flugrichtung der Bordfunker/Radarbeobachter. Hinter dem Copiloten sitzt der Bordingenieur mit Blickrichtung zur Seite. Er kann seinen Stuhl nach vorn drehen, um die Besatzung bei Start- und Landemanövern zu unterstützen. Durch eine Verbindungstür gelangt der Navigator in den verglasten Bugraum. Dort verfügt er über einen Drehschemel und einen seitlichen Kartentisch. Die vordere Besatzung steigt über eine nach vorn ausschlagende Tür mit Rollscheinwerfer unterhalb des Cockpits ein. Bei den militärischen Versionen befindet sich am Heck noch eine Kanzel für den Heckschützen.
Die An-12 ist in der Lage, bis zu 100 Fallschirmjäger aufzunehmen und innerhalb von 20 Sekunden über die Heckrampe abzusetzen. Für 60 Fallschirmjäger sind an den Seitenwänden ständig 60 Klappsitze angebracht. Für 90 Personen lassen sich weitere Sitze in den Bodenverankerungen installieren. Die Besatzung sowie die Passagiere steigen entweder über die Hecktore oder über eine Einstiegstür auf der Backbordseite ein.
Zur sicheren Evakuierung sind an den Kabinenseiten mehrere Notausstiegsfenster mit Bullaugen integriert. Zwei weitere Notausstiegsluken sind auf der hinteren Rumpfoberseite vor der Rückenfinne sowie eine Notausstiegsluke auf der Rumpfoberseite auf Höhe des Cockpits eingelassen.

## Avionik
Die An-12 ist standardmäßig mit einer Funk- und Navigationsausrüstung aus den 1950er-/1960er-Jahren ausgestattet. Ursprünglich musste der Navigator das Flugzeug noch mit Koppelnavigation dirigieren. Auf dem hinteren Rumpfrücken befindet sich eine lange Blattantenne als ADF-Peilantenne. Zwei weitere Schleifenantennen auf dem vorderen Rumpfrücken sind ebenfalls Peilantennen. Auf den Unterseiten des Höhenleitwerkes sind zwei Antennen des Funkhöhenmessers angebracht. Unter der Navigatorenkanzel befindet sich unter einem Radom das Bodendarstellungs- und Wetterradar. Frühere Ausführungen der An-12 verfügten dabei über ein im I-Band-Bereich arbeitendes Navigationsradar (NATO-Codename „Toadstool“). Weitere Antennen zur Funknavigation befinden sich auf der vorderen Rumpfunterseite.
Für den Funkverkehr im Kurzwellenbereich sind versenkte Antennen im Seitenleitwerk und, für Verbindungen über große Entfernungen, zwei Antennendrähte vom Seitenleitwerk zum Cockpit vorhanden. Vor den Frontscheiben ist die SRO-2M-IFF-Antenne angebracht.

## Versionen

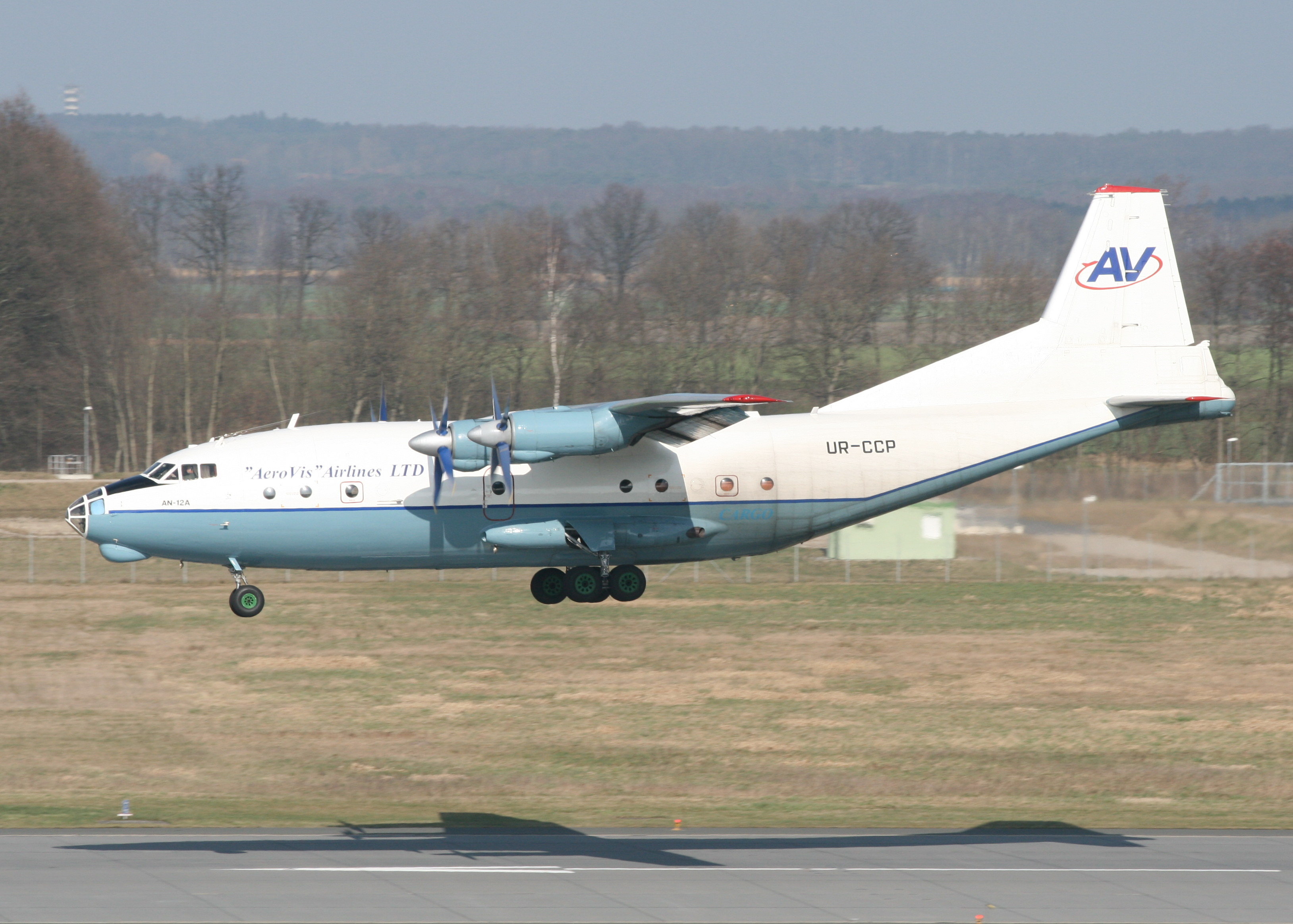
An-12A (UR-CCP) der Aerovis Airlines, März 2008

- An-12A (NATO-Codename „Cub“) – erste Serienvariante als taktischer Kampfzonentransporter, welche ab 1963 für die sowjetischen Luftstreitkräfte in 600 Exemplaren produziert wurden.
- An-12AB („Cub“) – Bezeichnung für Variante die 1963 mit zusätzlichen Treibstofftanks unter dem Frachtraum ausgerüstet wurde.
- An-12B – überarbeitete zivile Version mit verstärktem Rumpf und größeren Treibstofftanks, die ab 1963 an die Aeroflot ausgeliefert wurde. Im Vergleich zur An-12A verfügt sie über keinen Heckturm und rein zivile Avionik.
- An-12BP – verbesserte Versionen der An-12B mit Avionik, um im westlichen Luftraum operieren zu dürfen sowie Treibstofftanks unter dem Frachtraum.
- An-12PL – zwei Versuchsmaschinen wurden 1964 mit Skiern für Einsätze in der Arktis ausgerüstet.[2]
- An-12D – Version ab 1965 mit angehobener Ladefläche und AI-20K-Turbinen.
- An-12BK („Cub“) – Variante für Landungen auf unvorbereiteten Pisten mit verstärktem Fahrwerk.
- An-12BK-I („Cub-A“) – Bezeichnung für ELINT-Version mit Fasol-Störgerät (zusätzlichen Blattantennen am Rumpf)
- An-12BK-IS („Cub-C“) – ELINT-Version ab 1970 mit auswechselbaren „Fasol“- und „Siren“-Störgeräten
- An-12PP („Cub-B“) – zu ELINT umgerüstete An-12B, bei den GUS-Marinefliegern im Einsatz
- An-12PPS („Cub-D“) – Bezeichnung für verbesserte An-12PP mit „Siren“-Störsender (ELINT-Version zur aktiven elektronischen Störung, Störsender in Verkleidungen auf der Rumpfunterseite und eine blasenförmige Verkleidung anstelle der Heckkanzel)
- An-12BKW – Bezeichnung für ab 1973 verstärkte An-12AB, die 20 Tonnen laden können, Verwendung als Hilfsbomber
- An-12P – Bezeichnung für Variante, die 1963 mit zusätzlichen Treibstofftanks unter dem Frachtraum ausgerüstet wurde.
- An-12PS – SAR-Versionen SAR mit „Jersch“- oder „Gagara“-Rettungsbooten zum Abwurf ab 1965.
- An-12SN – ungebauter Umbau als Transporter für T-54-Kampfpanzer
- Shaanxi Y-8 – chinesisches Lizenzmodell der An-12BP mit einigen Modifizierungen und Wojiang-6-Triebwerken (modifizierte AI-20K)
- Shaanxi Y-8A – chinesisches Lizenzmodell zum Transport von S-70-Hubschraubern
- Shaanxi Y-8B – chinesisches Lizenzmodell der An-12B
- Shaanxi Y-8C – chinesisches Lizenzmodell für Airliner mit durchgehender Druckkabine.
- Shaanxi Y-8D – chinesisches Lizenzmodell als Exportversion mit westlicher Avionik
- Shaanxi Y-8E – chinesisches Lizenzmodell zum Tragen von zwei Drohnen unter den Tragflächen
- Shaanxi Y-8F – chinesisches Lizenzmodell als Tiertransporter für bis zu 350 Ziegen oder Schafe
- Shaanxi Y-8MP – chinesisches Lizenzmodell für Langstrecken-Seepatrouillen für die chinesischen Marineflieger (PLAN)
- Shaanxi Y-8X – chinesische Seepatrouillenversion

## Einsatz

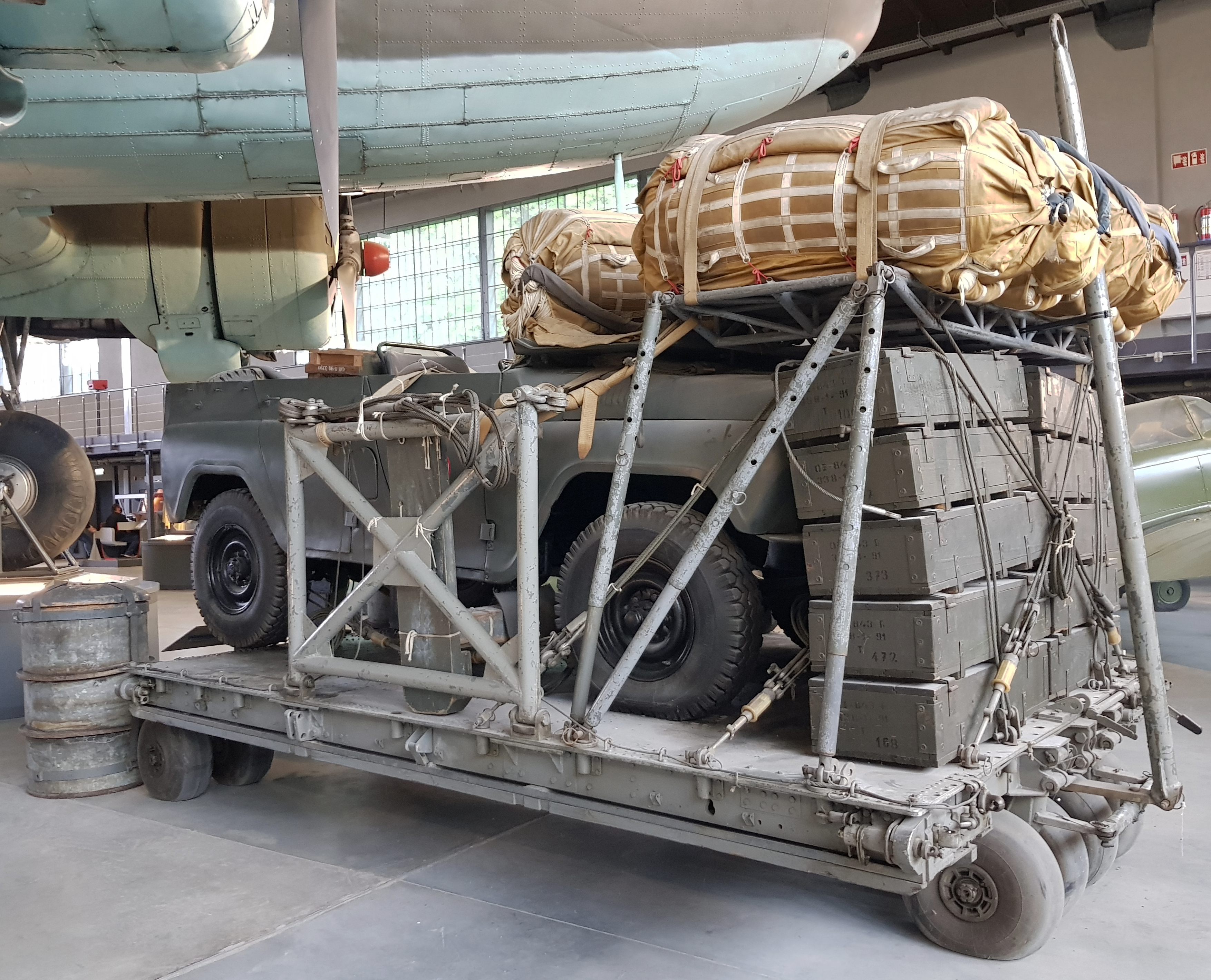
P7-Gestell zum Abwurf mit dem Fallschirm (System MKS-5-12P) aus der Antonow An-12. Abwurfgewicht (beladen) 4000–4900 kg. Ersteinsatz beim Manöver Oktobersturm nahe Erfurt 1965. Letzter Einsatz in Polen 1986.

Lange Zeit gehörte die An-12 zu den meistgenutzten Transportflugzeugen der sowjetischen Luftstreitkräfte. Insgesamt wurden in den Werken Nr. 39 in Irkutsk von 1957 bis 1962, Nr. 64 in Woronesch von 1960 bis 1965 und Nr. 84 in Taschkent von 1962 bis zum Produktionsende 1972 etwa 1250 Maschinen dieses Typs gefertigt, davon wurden etwa 200 für zivile Zwecke beispielsweise bei der Aeroflot eingesetzt, wobei viele Maschinen militärische Einsätze im Anstrich der Aeroflot flogen. Die An-12 bewährte sich als robustes und zuverlässiges Flugzeug in vielen Einsätzen. Die Sowjetunion setzte die An-12 als Transporter und zur elektronischen Kampfführung (ELINT) in Afghanistan ein, wobei mehrere Flugzeuge verloren gingen.
Indien verwendete die An-12 im Krieg gegen Pakistan in verschiedenen Rollen. Dabei wurden FAB-500 (500-kg-Bomben) auf Paletten gepackt und per Hand aus dem Hecktor geworfen.
Jugoslawien setzte zwei zivile An-12 im Frachtcharterverkehr ein, wobei eine Maschine, YU-AID, im Rahmen der UN-Hungerhilfe in Afrika abstürzte.
Im Jahr 2017 wurden von den russischen Streitkräften noch mehr als hundert An-12 betrieben.

### Zivile Nutzung
Der Flugzeugtyp wird auch noch im Jahr 2024 von zivilen Gesellschaften betrieben, so z. B. von der ukrainischen Frachtfluggesellschaft Cavok Airlines, die sieben An-12 im Einsatz hat.
Aufgrund der Häufung von Unfällen mit Beteiligung dieses Flugzeugtyps haben die Vereinigten Arabischen Emirate Flüge der An-12 in ihrem Luftraum seit März 2010 untersagt.

## Einsatzländer

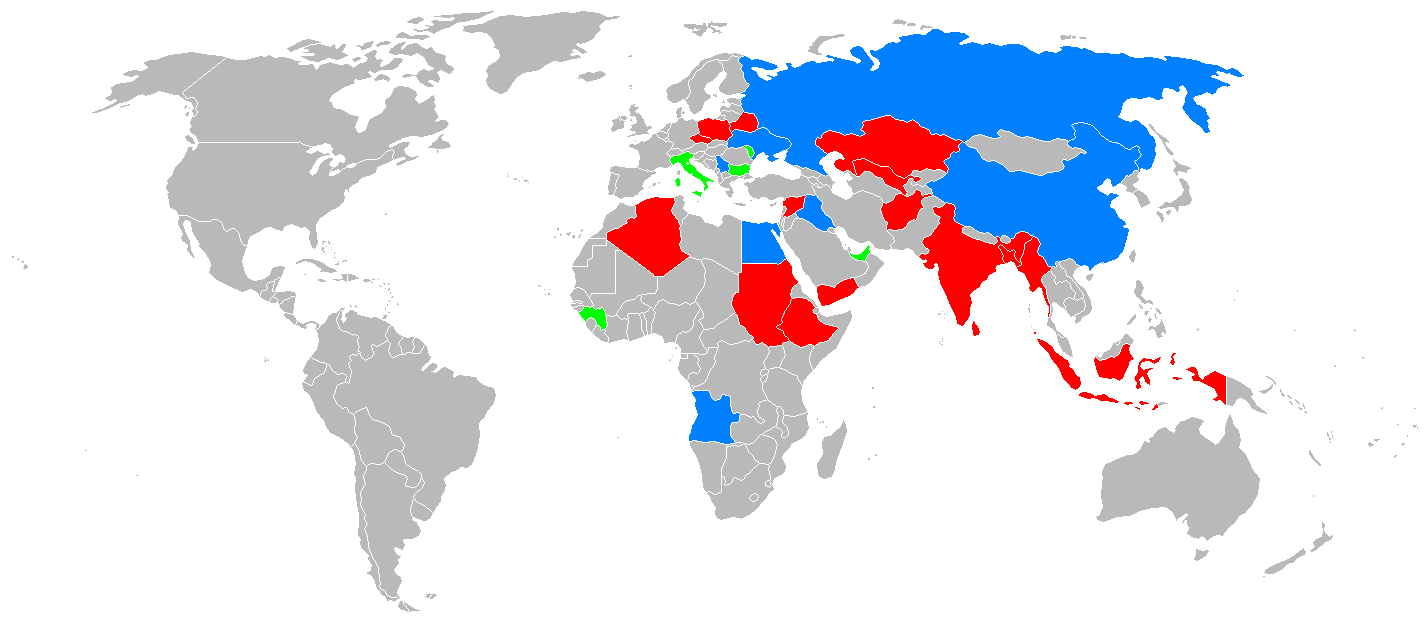
Übersichtskarte mit den Betreiberländern der Antonow An-12 (militärische Verwendung: Rot; zivile Verwendung: Grün; beides: Blau), einschließlich ehemaliger Nutzer

- Ägypten: erhielt ursprünglich 24 Maschinen, von denen Mitte der 1990er-Jahre noch fünf Maschinen in Betrieb gewesen sein sollen. In den 1970er-Jahren sollen von Ägypten aus mehrere sowjetische „Cub-B“ mit sowjetischen Besatzungen zur elektronischen Aufklärung operiert haben.
- Algerien: erhielt ursprünglich acht Maschinen.
- Angola: 10 Flugzeuge, teils sicher bis 2012 aktiv, zum Teil nicht neu geliefert[7]
- Armenien: die staatliche Fluggesellschaft AirArmenia betrieb noch mindestens zwei Maschinen.
- Aserbaidschan: eine Maschine.
- Äthiopien: 15 Maschinen wurden geliefert, bis 2014 auf drei Maschinen reduziert[8]
- Bangladesch: verfügte 2008 möglicherweise noch über eine Maschine.
- Volksrepublik China: baut die An-12 als Shaanxi Y-8 in Lizenz. Die Y-8 wird als Transporter, Lufttanker und als Seepatrouillenflugzeug eingesetzt.
- Guinea: erhielt mindestens zwei Maschinen.
- Indien: erhielt in mehreren Schüben insgesamt 41 Maschinen. Diese Flugzeuge wurden als Transporter, Bomber, Seeaufklärer, SAR-Flugzeuge und als luftgestützte Jägerleitstellen eingesetzt. Die An-12 ist in Indien größtenteils durch die Il-76 ersetzt worden.
- Irak: der Irak erwarb zehn An-12. Neben dem Einsatz als Transporter wurden einige Exemplare als Lufttanker für Mirage-F1-Jets zum Angriff auf iranische Ölförderanlagen eingesetzt.
- Jugoslawien: verfügte über eine Transportstaffel mit zwölf Flugzeugen.
- Madagaskar: das Land soll mindestens eine Maschine erworben haben.
- Polen: Zwei Flugzeuge hatten militärisch die Nummern 50 und 51[9][10] getragen, die späteren SP-LZA[11] und SP-LZB; zweitere wurde LZ-SFS bis 2007[12]
- Sowjetunion: Wichtigstes Transportflugzeug der sowjetischen Luftstreitkräfte seit der Indienststellung ab 1958. 1205 Stück wurden geliefert und stellten bis zum Zerfall der Sowjetunion 62 % der gesamten Transportkapazität der Sowjetarmee.[13]
- Syrien: erhielt sechs An-12.
- Tschechoslowakei: betrieben bis zur Teilung zwei Maschinen, von denen später mindestens eine an die Slowakei ging.
- Venezuela: am 27. November 2010 wurde bekannt, dass das Land plant, zehn bis zwölf Y-8-Transportmaschinen für seine Luftwaffe zu beschaffen. Die Flugzeuge sollen 2011 ausgeliefert worden sein.[14]
- Belarus: 6.

## Zwischenfälle
Vom Erstflug 1957 bis Juli 2022 kam es mit Antonow An-12 zu 250 Totalschäden von Flugzeugen. Bei 135 davon kamen 1844 Menschen ums Leben. Auswahl:
- Am 7. Juli 1965 stürzte eine Antonow An-12 der Luftstreitkräfte der Sowjetunion (Kennzeichen unbekannt) kurz nach dem Start vom Flughafen Kairo-Almaza ab. Die Maschine war unterwegs zum Flughafen Sanaa (Jemen). Von den 31 Insassen überlebte nur ein Besatzungsmitglied. Alle anderen 30 Insassen wurden getötet, die anderen 8 Crewmitglieder und alle 22 Passagiere. Offensichtlich wurden die Landeklappen nach dem Abheben zu früh eingefahren, so dass die Maschine wieder sank, neben der Straße Kairo–Suez aufschlug und in Flammen aufging.[16]

- Am 25. Juni 1969 brach bei einer Antonow An-12 der sowjetischen Aeroflot (CCCP-11380) während der Landung auf dem Flughafen Mirny (Sowjetunion) das rechte Hauptfahrwerk ab. Das Flugzeug wurde irreparabel beschädigt. Alle Insassen überlebten den Unfall.[17]

- Am 24. Juli 1992 befand sich eine An-12BK der russischen Volga-Dnepr Airlines (Luftfahrzeugkennzeichen CCCP-11342) im Anflug auf den Flughafen Skopje, als sich ein schweres Gewitter zusammenzog. Die Piloten versuchten, das Gewitter zu umfliegen, wobei sie die Orientierung verloren, da sie aufgrund des nicht funktionstüchtigen DME ihres Zielflughafens ihre genaue Position nicht kannten. Die Maschine wurde nahe Tetovo in einer Höhe von 1600 Metern gegen einen Berg geflogen, dabei kamen alle acht Insassen ums Leben (siehe auch Flugunfall der Volga-Dnepr Airlines bei Tetovo).

- Am 24. Februar 1994 stürzte eine An-12BP der russischen Pulkovo Airlines (RA-11118) während des Landeanflugs auf den Flughafen Naltschik ab, wobei alle 13 Insassen ums Leben kamen. Der Unfall wurde auf eine unentdeckte Vereisung des Höhenleitwerks zurückgeführt, die nach dem Ausfahren der Landeklappen in die Endstellung zum Kontrollverlust führte (siehe auch Pulkovo-Airlines-Flug 9045).[18]

- Am 2. Februar 1999 kehrte eine Frachtmaschine des Typs Antonow An-12 der Santa Cruz Imperial aus den Vereinigten Arabischen Emiraten (EY-ASS), registriert in Tadschikistan und betrieben für die angolanische Savanair, unmittelbar nach dem Start vom Flughafen Luanda (Angola) wegen technischer Probleme um, wohl aufgrund von Triebwerksproblemen oder -feuer. Im Anflug auf Luanda stürzte das Flugzeug 6 Kilometer östlich des Flughafens in das dicht besiedelte Wohngebiet Cazenga. Die Ladung bestand aus 14 Tonnen Lebensmitteln. Alle vier (nach anderen Angaben elf) Besatzungsmitglieder und 13 Personen am Boden starben.[19]

- Am 4. Oktober 2005 machte eine An-12B der Wimbi Dira Airways aus Zaire (9Q-CWC), die auf einem Charterflug rund 100 Soldaten der Streitkräfte der Demokratischen Republik Kongo transportierte, eine Bruchlandung auf einer erdigen Landepiste bei Aru, bei der die beiden Hauptfahrwerke abgeknickt und in den Flugzeugrumpf gedrückt wurden. Alle Insassen überlebten den Zwischenfall, jedoch liefen bei der anschließenden chaotisch verlaufenden Evakuierung zwei Passagiere in den noch laufenden Propeller des Triebwerks Nr. 2 und wurden getötet. Fünf Personen wurden verletzt (siehe auch Flugunfall einer Antonow An-12 der Wimbi Dira Airways).

- Am 1. November 2006 verunglückte eine Antonow An-12 der 748 Air Services aus Sierra Leone (9L-LFQ) bei der Landung auf dem Flugplatz Lokichoggio (Kenia). Das Flugzeug wurde aufgrund zu hoher Sinkgeschwindigkeit hart aufgesetzt und sprang dreimal von der Landebahn wieder hoch, bis schließlich das Bugfahrwerk der schwer beladenen Frachtmaschine brach. Die drei Passagiere und die sechsköpfige Besatzung konnten unverletzt das Flugzeug verlassen.[20]

- Am 24. Februar 2007 machte eine An-12BP der sudanesischen Azza Transport mit dem Luftfahrzeugkennzeichen ST-AQE auf dem Flugplatz el-Juneina in der sudanesischen Provinz Darfur eine Bruchlandung. Laut UN-Beobachtern wurden aus dem Wrack eine Haubitze und Munition entladen.[21]

- Am 29. Juli 2007 stürzte eine Antonow An-12 der russischen ATRAN mit dem Kennzeichen RA-93912 nach Komsomolsk am Amur via Omsk und Bratsk vier Kilometer nach dem Start in Domodedowo ab. Bei dem Unglück starben alle sieben Besatzungsmitglieder. Ursache war die Kollision mit Vögeln und der darauf folgende Ausfall beider Triebwerke (siehe auch ATRAN-Flug 9655).[22]

- Am 7. September 2007 überrollte eine Antonow An-12BP der georgischen Transaviaservice (4L-SAS) die Landebahn am Flughafen Goma, die aufgrund eines Vulkanausbruchs im Jahr 2000 nicht mehr in voller Länge zur Verfügung stand. Die Maschine schlitterte in ein Feld aus erkalteter Lava, brach auseinander und geriet in Brand, wobei alle acht Personen an Bord starben. Vor und nach dem Unfall hatte es auf dem Flughafen weitere Unfälle ähnlicher Art gegeben (siehe auch Flugunfall einer Antonow An-12 in Goma 2007).

- Am 26. Mai 2008 verunglückte nahe Tscheljabinsk eine An-12BP der Moskovia Airlines (RA-12957), nachdem ein Feuer an Bord ausgebrochen war. Alle neun Personen an Bord starben (siehe auch Moskovia-Airlines-Flug 9675).[23]

- Am 27. Juni 2008 kam es zum Absturz einer An-12BK der sudanesischen Fluggesellschaft Juba Air Cargo (ST-ARN) 46 Kilometer nördlich von Malakal (Sudan). Unfallursache war der kurz aufeinander folgende Ausfall dreier Triebwerke, verursacht durch Eisbildung an den Triebwerkseinläufen während eines starken Gewitters, das auch aufgrund eines defekten Wetterradars nicht erkannt wurde. Bei dem Unfall kamen sieben Personen ums Leben, ein Besatzungsmitglied überlebte mit leichten Verletzungen.[24][25]

- Am 13. November 2008 gab es sieben Tote beim Absturz einer von der US-amerikanischen FedEx gecharterten An-12 im westlichen Irak. Die Besatzung des Flugzeugs der British Gulf International (S9-SAO) verlor Sekunden nach dem Start von der Al Asad Airbase aufgrund technischer Probleme die Kontrolle über das Flugzeug.[26]

- Am 20. Februar 2009 stürzte eine An-12B der Aerolift aus São Tomé und Príncipe (S9-SVN) etwa 600 Meter hinter der Startbahn am Flughafen Luxor ab. Die Maschine fing Feuer und wurde zerstört. Auf einem Überführungsflug von Kisangani und Entebbe war in Luxor eine Zwischenlandung wegen Kerosinmangels aufgrund einer Treibstoffleckage eingelegt worden. Alle fünf Besatzungsmitglieder kamen ums Leben, eines aus Russland und je zwei aus der Ukraine und Belarus. Das Flugzeug mit der Treibstoffleckage wurde mit einer bereits vier Jahre zuvor abgelaufenen Zulassung illegal betrieben (siehe auch Aerolift-Flug 1015).[27][28]

- Am 26. August 2009 wurde eine An-12 der Aero Fret Business aus der Republik Kongo (TN-AIA) beim Landeanflug auf den Flughafen Brazzaville 11 Kilometer südöstlich davon in einen Friedhof geflogen. Bei diesem CFIT (Controlled flight into terrain) die fünf ukrainischen Besatzungsmitglieder und der einzige Passagier getötet.[29]

- Am 21. März 2011 stürzte eine An-12BP der Trans Air Congo aus der Republik Kongo (TN-AGK) im Landeanflug auf den Flughafen Pointe-Noire ab. Während des Landeanflugs kam das Flugzeug vom Anflugkurs ab, was der Kapitän zu korrigieren versuchte. Bei diesem Versuch drehte sich die Maschine auf den Rücken, stürzte auf mehrere Häuser und ging in Flammen auf. Alle neun Insassen und 14 weitere Personen am Boden kamen ums Leben.[30]

- Am 9. August 2011 gab es elf Tote beim Absturz einer Maschine 200 Kilometer entfernt von Omsuktschan (Oblast Magadan, Russlands Ferner Osten).[31]

- Am 7. Oktober 2012 stürzte eine mit Nachschub für die Armee in die Krisen-Region Darfur beladene An-12BP der sudanesischen Azza Transport (ST-ARV) etwa 40 Kilometer südwestlich der sudanesischen Hauptstadt Khartum ab, nachdem es zu Triebwerksproblemen gekommen war. Bei dem Unfall kamen 15 Armeeangehörige ums Leben, 7 weitere wurden verletzt.[32]

- Am 9. August 2013 geriet während der Startvorbereitung auf dem Flughafen Leipzig/Halle das Hilfstriebwerk einer An-12BP (UR-CAG) der Ukraine Air Alliance in Brand. Während die sieben Besatzungsmitglieder unverletzt entkommen konnten, starben fast 49.000 zuvor verladene Hühnerküken in den Flammen.[33]

- Am 30. August 2014 verunglückte drei Minuten nach dem Start vom Flughafen Tamanrasset (Algerien) eine An-12 der Ukraine Air Alliance (UR-DWF) in bergigem Gelände. Keiner der sieben Insassen überlebte.[34][35]

- Am 4. November 2015 stürzte am Flughafen Juba, Südsudan, kurz nach dem Start eine An-12 der Asia Airways aus Tadschikistan (EY-406) rund 800 Meter hinter der Startbahn ab. Die in Tadschikistan registrierte Maschine wurde im Auftrag von Allied Services Limited von einer Besatzung geflogen, die aus fünf Armeniern und einem Russen bestand. Der Hersteller Antonow teilte in einer Presseerklärung mit, die Maschine sei nicht lufttüchtig gewesen, da wichtige Wartungsarbeiten nicht durchgeführt worden seien. Die Zahl der Todesopfer wird mit „wenigstens 36“ angegeben.[36][37][38][39]

- Am 18. Mai 2016 raste eine An-12B der aserbaidschanischen Silk Way Airlines (4K-AZ25) beim Start auf dem Flugplatz Camp Dwyer in Afghanistan mit 220 km/h über die Flugplatzgrenze hinaus, da eines der Triebwerke bewusst im Leerlauf betrieben wurde und die Maschine nicht abhob. Beim Aufprall entstand ein Feuer, und sieben der neun Besatzungsmitglieder wurden getötet.[40][41]

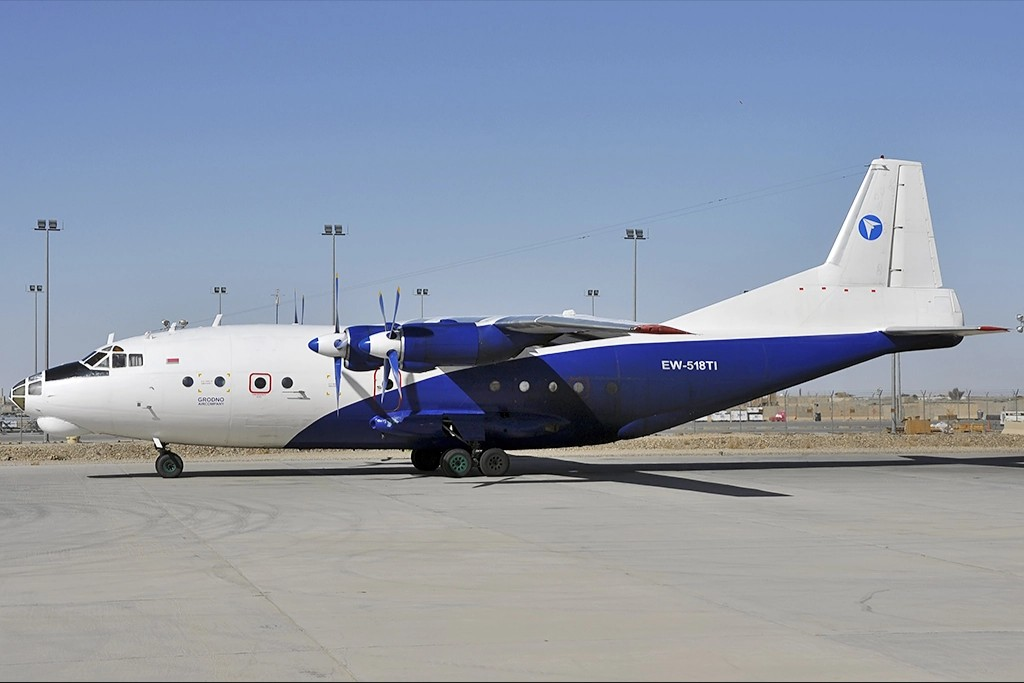
Die am 3. November 2021 im russischen Irkutsk abgestürzte An-12BK

- Am 15. März 2018 verlor eine An-12 in Jakutsk einen Teil ihrer Werttransport-Ladung, wobei aus der beschädigten Heckrampe rund dreieinhalb Tonnen Gold und andere Wertstoffe auf der Piste und im Gebiet des weiteren Abflug-Pfades landeten. Dieser Vorfall erweckte weltweit großes mediales Interesse.[42][43]

- Am 4. Oktober 2019 kamen bei einer Notlandung der sich auf einem Frachtflug mit Teilen für die Automobilindustrie befindlichen An-12 UR-CAH der Ukraine Air Alliance gegen 6:48 Uhr Ortszeit kurz vor dem ukrainischen Flughafen Lwiw fünf Menschen ums Leben.[44] An Bord befanden sich sieben Besatzungsmitglieder und ein Passagier. Der Unfallort befindet sich etwa 1,5 km südöstlich der Landebahn 31 (49° 47′ 19,6″ N, 23° 59′ 24,3″ O).[45][46]

- Am 3. November 2021 stürzte eine 53-jährige An-12BK (EW-518TI) der belarussischen Fluggesellschaft Grodno Aviakompania im Landeanflug auf den Flughafen Irkutsk rund drei Kilometer südöstlich der Landebahn ab.[47] Alle 9 Personen an Bord kamen ums Leben.[48][49]

- Am 16. Juli 2022 stürzte um 22:47 Uhr Ortszeit (UTC+3) eine An-12 (UR-CIC) der ukrainischen Fluggesellschaft Meridian[50] auf dem Weg von Niš (Serbien) nach Amman (Flug MEM3032) rund 40 Kilometer vom Flughafen Kavala entfernt brennend ab. Die achtköpfige Besatzung kam dabei ums Leben. Kurz zuvor hatte einer der Piloten wegen Problemen mit einem Triebwerk eine Notlandung auf dem Flughafen Kavala angekündigt.[51] An Bord waren Waffen und Munition,[52] die nach serbischen Angaben für Bangladesch bestimmt gewesen seien. Bisher gebe es keinen Anhaltspunkt dafür, dass der Flug einen Bezug zum Krieg in der Ukraine hätte.[53][54][55] An der Unfallstelle wurden reizende Gase freigesetzt, 2 Retter verletzten sich trotz Atemschutzgerät. Griechenland protestierte, dass es von Serbien nicht prompt über Ladegut und Ziel des Flugs informiert worden ist.[56]

## Technische Daten

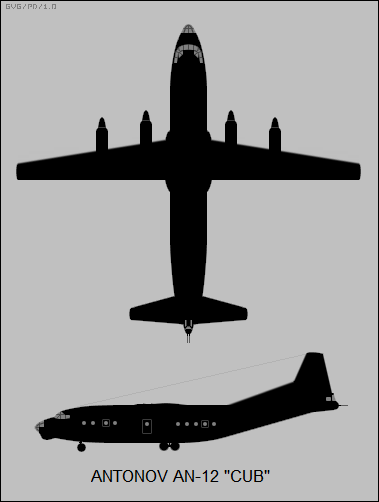
Zweiseitenriss Antonow An-12

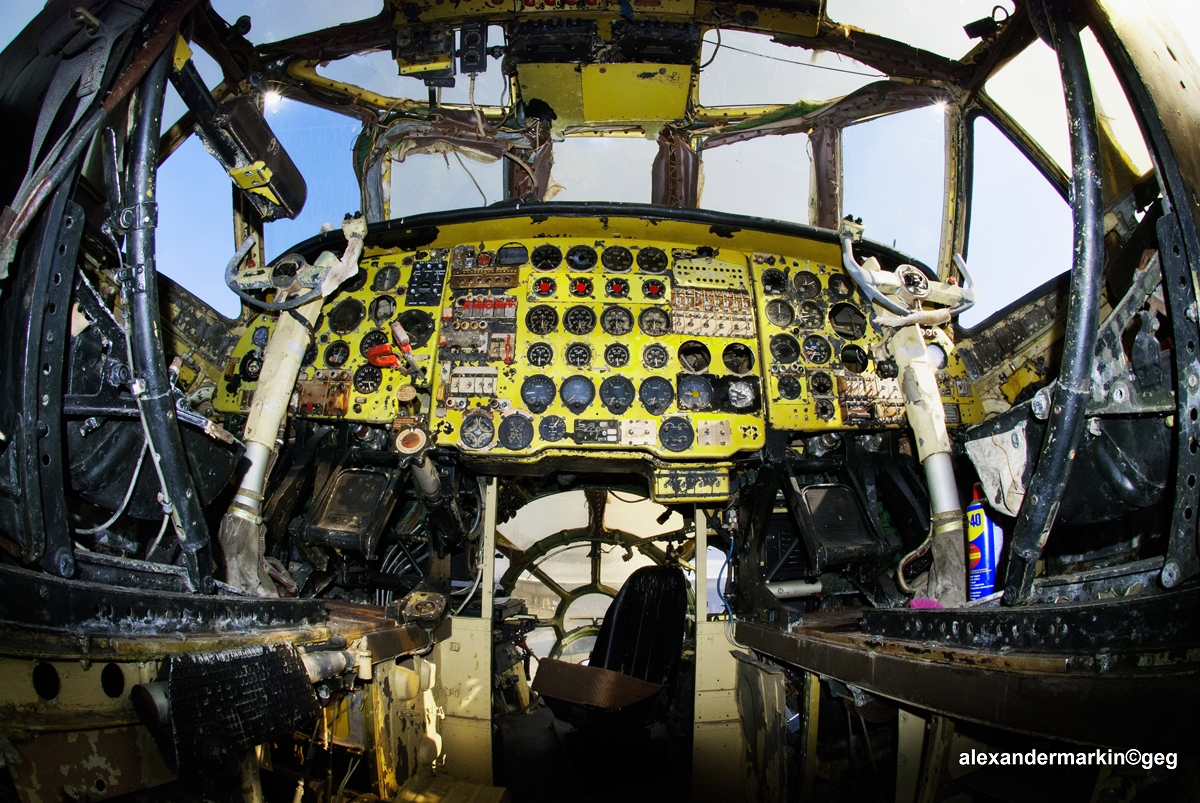
Cockpit einer Antonow An-12

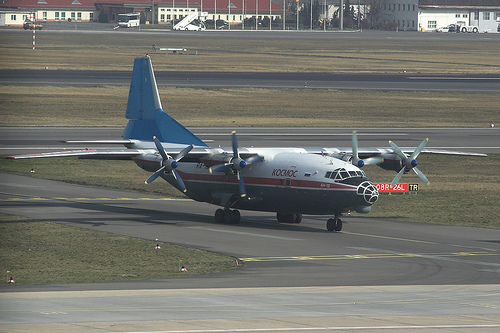
An-12 der Kosmos Airlines

| Kenngröße                    | Daten (Grundversion)                                                             | Daten (An-12BP)                         |
| ---------------------------- | -------------------------------------------------------------------------------- | --------------------------------------- |
| Besatzung                    | 5                                                                                | 5                                       |
| Passagiere                   | 130 (An-12B)                                                                     | max. 132 (siehe Versionen)              |
| Spannweite                   | 38,00 m                                                                          | 38,00 m                                 |
| Länge                        | 36,95 m                                                                          | 33,10 m                                 |
| Höhe                         | 9,78 m                                                                           | 10,53 m                                 |
| Flügelfläche                 | 120,50 m²                                                                        | 121,70 m²                               |
| Flügelstreckung              | 10,6                                                                             | 11,87                                   |
| Leermasse                    | 28.000 kg                                                                        | 28.000 kg                               |
| Zuladung                     | normal 16.000 kg maximal 20.000 kg                                               | ca. 22.000 kg                           |
| Startmasse                   | normal 54.000 kg maximal 61.000 kg                                               | ca. 61.000 kg                           |
| Flächenbelastung             | normal 448,1 kg/m²                                                               | k. A.                                   |
| Leistungsbelastung           | normal 3,42 kg/PS                                                                | k. A.                                   |
| Höchstgeschwindigkeit        | 777 km/h                                                                         | 777 km/h                                |
| Reisegeschwindigkeit         | maximal 600 km/h wirtschaftlich 550 km/h                                         | 670 km/h                                |
| Dienstgipfelhöhe             | k. A.                                                                            | 10.200 m                                |
| benötigter Startweg/Landeweg | k. A.                                                                            | ca. 350 m                               |
| Start- und Landerollstrecke  | 850 m / 860 m                                                                    | k. A.                                   |
| Reichweite                   | maximal 5.500 km mit Zusatztanks normal 3.600 km 1.200 km mit maximaler Nutzlast | 3.600 km                                |
| Triebwerke                   | 4 × Iwtschenko-AI-20M-Propellerturbinen                                          | 4 × Iwtschenko-AI-20M-Propellerturbinen |
| Leistung                     | je 2.942 kW (4.000 PS)                                                           | je 3.126 kW (4.250 PS)                  |

## Bewaffnung
- 2 × 23-mm-Maschinenkanone AM-23 in Zwillingslafette mit 225 Schuss Munition im Heckstand, die über ein optisches Visier manuell vom Heckschützen bedient wird. Der Einbau erfolgte nur in Militärvarianten und umfasste eine separate Druckkabine und ist gleich aufgebaut wie in der Tu-16, verfügt jedoch nicht über ein Feuerleitradar.
- 28 × FAB-500-Freifallbomben (500-kg-Eisenbomben) auf Paletten verpackt als Hilfsbomber bei der Indian Air Force

### Selbstverteidigungssysteme
- 1 × Radarwarnsensor, im Heck oberhalb der Heckschützenkanzel befindet sich der Sensor des „Gamma-A“-Radarwarnsystems
- 1 × IFF-Antenne SRO-2M „Odd Rods“
- 1 × EKSP-39-Signalraketenwerfer für je vier verschiedenfarbige Signalraketen